# 25e Europese Filmprijzen
De 25e uitreiking van de Europese Filmprijzen waarbij prijzen werden uitgereikt in verschillende categorieën voor Europese films vond plaats op 1 december 2012 in Valletta, Malta. De ceremonie werd gepresenteerd door Anke Engelke. De prijs voor de hele carrière ging naar Bernardo Bertolucci en Helen Mirren werd gevierd voor haar bijdrage aan de wereldcinema.

## Nominaties en winnaars
De nominaties werden op 3 november 2012 bekendgemaakt.

#### Beste film
- Amour
  - Barbara
  - Cesare deve morire
  - Jagten
  - Shame
  - Intouchables

#### Beste regisseur
- Michael Haneke – Amour
  - Nuri Bilge Ceylan – Bir Zamanlar Anadolu’da (Once Upon a Time in Anatolia)
  - Steve McQueen – Shame
  - Paolo en Vittorio Taviani – Cesare deve morire
  - Thomas Vinterberg – Jagten

#### Beste actrice
- Emmanuelle Riva – Amour
  - Émilie Dequenne – À perdre la raison
  - Nina Hoss – Barbara
  - Margarethe Tiesel – Paradies: Liebe
  - Kate Winslet – Carnage

#### Beste acteur
- Jean-Louis Trintignant – Amour
  - François Cluzet en Omar Sy – Intouchables
  - Michael Fassbender – Shame
  - Mads Mikkelsen – Jagten
  - Gary Oldman – Tinker, Tailor, Soldier, Spy

#### Beste scenario
- Tobias Lindholm en Thomas Vinterberg – Jagten
  - Michael Haneke – Amour
  - Cristian Mungiu – După dealuri (Beyond the Hills)
  - Olivier Nakache en Éric Toledano – Intouchables
  - Roman Polański en Yasmina Reza – Carnage

#### Beste cinematografie
- Sean Bobbitt – Shame
  - Bruno Delbonnel – Faust (Фауст)
  - Darius Khondji – Amour
  - Gökhan Tiryaki – Bir Zamanlar Anadolu'da (Once Upon a Time in Anatolia)
  - Hoyte van Hoytema – Tinker, Tailor, Soldier, Spy

#### Beste montage
- Joe Walker – Shame
  - Janus Billeskov Jansen en Anne Østerud – Jagten
  - Roberto Perpignani – Cesare deve morire

#### Beste productie design
- Maria Djurkovic – Tinker, Tailor, Soldier, Spy
  - Niels Sejer – En kongelig affære
  - Jelena Schukowa – Faust (Фауст)

#### Beste filmmuziek
- Alberto Iglesias – Tinker, Tailor, Soldier, Spy
  - Cyrille Aufort en Gabriel Yared – En kongelig affære
  - François Couturier  – Io sono Li
  - George Fenton – The Angels' Share

#### Beste documentaire
- Hiver Nomade
  - London – The Modern Babylon
  - Le thé ou l'électricité

#### Beste animatiefilm
- Alois Nebel
  - Arrugas
  - The Pirates! – In an Adventure with Scientists

#### Beste debuutfilm
- Kauwboy – Boudewijn Koole
  - Teddy Bear – Mads Matthiesen
  - Broken – Rufus Norris
  - Twilight Portrait (Портрет в сумерках) – Angelina Nikonowa
  - Die Vermissten – Jan Speckenbach

#### Beste kortfilm
- Superman, Spiderman sau Batman (Roemeniê)
  - L’ambassadeur & moi (Zwitserland)
  - Back of Beyond (Verenigd Koninkrijk)
  - Csicska (Hongarije)
  - Demain, ça sera bien (Frankrijk)
  - Einspruch VI (Zwitserland)
  - Im Freien (Oostenrijk)
  - Manhã de Santo António (Portugal)
  - Titloi telous (Griekenland)
  - Two Hearts (Ierland)
  - Vilaine fille mauvais garçon (Frankrijk)
  - Villa Antropoff (Letland/Estland)

#### Publieksprijs
- Hasta la vista – Geoffrey Enthoven
  - The Artist – Michel Hazanavicius
  - Barbara – Christian Petzold
  - Best Exotic Marigold Hotel – John Madden
  - Cesare deve morire – Paolo en Vittorio Taviani
  - Tinker, Tailor, Soldier, Spy – Tomas Alfredson
  - The Iron Lady – Phyllida Lloyd
  - Headhunters – Morten Tyldum
  - In Darkness – Agnieszka Holland
  - Salmon Fishing in the Yemen – Lasse Hallström
  - Shame – Steve McQueen
  - Intouchables – Olivier Nakache en Éric Toledano